# Saint-Priest, Rhône
Saint-Priest là một xã thuộc tỉnh Rhône trong vùng Auvergne-Rhône-Alpes phía đông nước Pháp. Xã này nằm ở khu vực có độ cao trung bình 208 mét trên mực nước biển.